# Adrian Ursache
Adrian Virgil Ursache (n. 1 noiembrie 1974, Câmpulung Moldovenesc, Suceava, România) este un activist german al mișcării Cetățeni ai Reichului.
A fost ales Mister  Germania în 1998, apoi a studiat comerțul internațional la Universitatea din Anhalt, pe care a absolvit-o cu Master în Administrarea Afacerilor. Ursache a lucrat ca antreprenor și a aderat la mișcarea cetățenilor Reichului în 2014. În 2016, Ursache a rănit un ofițer de poliție într-un schimb de focuri, pentru care a fost condamnat la șapte ani de închisoare pentru tentativă de omor în 2019.

## Viață privată
În 1997, s-a convertit la islam pentru a se putea căsători cu logodnica sa de atunci, Yasemin Mansoor, o fostă Miss Germania. În 2000, s-a căsătorit cu „Regina frumuseții” Sandra Hoffmann, cu care are doi fii. S-au despărțit în 2019.